# 李东桥
李东桥（1961年—），中国秦腔表演艺术家，一级演员，陕西省戏曲研究院艺术总监，主攻文武小生。中国戏剧梅花奖二度梅获得者。